# Meerlo-Wanssum
Meerlo-Wanssum (limb.: Mieëldere-Wânsem) – dawna gmina w Limburgii w Holandii. Została utworzona w 1969 z miejscowości Blitterswijck, Geijsteren, Meerlo, Swolgen, Tienray i Wanssum. Według ostatniego spisu ludność (2006 rok) gminę zamieszkiwało 7718. Gmina miała wtedy powierzchnię 39,41 km², a gęstość zaludnienia wynosiła 200 os./km². Współpracowała z Wąsoszem. Rok 2009 był ostatnim rokiem, w którym istniała gmina. Miejscowości Meerlo, Swolgen i Tienray zostały przyłączone do gminy Horst aan de Maas, jak również cała gmina Sevenum. Natomiast miejscowości Blitterswijck, Geijsteren i Wanssum włączone zostały do gminy Venray.